# Tigres de papel y minotauros
Tigres de papel y minotauros (Paper Tigers and Minotaurs: The Politics of Venezuela's Economic Reforms) es un libro publicado en 1993 por Moisés Naím acerca de su experiencia dentro del gabinete del presidente Carlos Andrés Pérez, entre 1989 y 1990, así como su explicación de los fenómenos económicos sucedidos durante este tiempo y el abordaje que se hizo de estos como parte de un reporte del Carnegie Endowment for International Peace acerca de las Américas.
Según Naím, quien fue ministro de Fomento, el libro es «casi una autopsia (del gobierno)».

## Título y contenido
Respecto al título, dijo en una entrevista en 2020 que los «tigres de papel» eran «las fuerzas sindicales, las del sector privado, la sociedad civil» que tuvieron «todo tipo de resistencias y rechazos» a las «reformas estructurales muy profundas que cambian creencias importantes e hilos de vida en la sociedad» que se trataron de llevar a cabo cuando estaban en el gobierno. Por otro lado, «los minotauros escondidos eran los militares», a quienes «nadie en el gobierno les prestaba atención» ni tampoco el resto de «los políticos, los intelectuales, los periodistas, los empresarios», quienes, según él, suponían que ya «no eran actores políticos porque Venezuela ya había tenido una experiencia con regímenes militares», declarando que hubo un «enorme descuido» al no notar que una facción del ejército planeaba los intentos de golpes de Estado de 1992.